# Yourouna
Yourouna est une localité située dans le département de Madouba de la province de la Kossi dans la région de la Boucle du Mouhoun au Burkina Faso.